# 구여친클럽
《구여친클럽》은 2015년 5월 8일부터 2015년 6월 13일까지 tvN에서 방영된 금토 드라마이다. 당초 16부작이었으나 4회를 줄인 12부작으로 조기 종영되었다.

## 줄거리
연상의 이혼녀, 고스펙 허당녀, 3류 섹시 여배우는 되고 나만 안되는 그 놈, 방명수! 화제의 웹툰을 통해 그간의 모든 애정사를 만천하에 까발린 공공의 적이자 공공의 남친과 그의 네 명의 여자들이 한자리에 모이며 시작되는 사자대면 스캔들.

## 등장 인물

### 주요 인물
- 송지효 : 김수진 역
- 변요한 : 방명수 역
- 이윤지 : 장화영 역
- 장지은 : 나지아 역
- 류화영 : 라라 역

### 김수진의 주변 인물
- 조정치 : 최지훈 역
- 신동미 : 김수경 역
- 강수진 : 송은혜 역
- 지소연 : 심주희 역

### 방명수의 주변 인물
- 고현 : 이진배 역

### 구여친들의 주변 인물
- 도상우 : 조건 역

### 그 외 인물
- 장명갑
- 김사권 : 차영재 역
- 한성용
- 박팔영
- 장태민
- 최승훈 : 김수진의 조카 상현 역

### 특별출연
- 이성민 : 영화배우 역
- 채정안 : 백송이 역
- 손종학 : 곽엄구 역
- 장원영 : 작가 역

## 시청률
최저 시청률과 최고 시청률은 시청률 조사회사와 지역별로 시청률에 차이가 있을 수 있습니다.
| 2015년      | 2015년      | 2015년     |
| 회차        | 방송일      | AGB 시청률 |
| ----------- | ----------- | ---------- |
| 제1회       | 5월 8일     | 1.162%     |
| 제2회       | 5월 9일     | 0.903%     |
| 제3회       | 5월 15일    | 0.649%     |
| 제4회       | 5월 16일    | 0.723%     |
| 제5회       | 5월 22일    | 0.701%     |
| 제6회       | 5월 23일    | 0.881%     |
| 제7회       | 5월 29일    | 0.645%     |
| 제8회       | 5월 30일    | 0.807%     |
| 제9회       | 6월 5일     | 0.913%     |
| 제10회      | 6월 6일     | 0.637%     |
| 제11회      | 6월 12일    | 0.629%     |
| 제12회      | 6월 13일    | 0.778%     |
| 평균 시청률 | 평균 시청률 | 0.785%     |

## 동시간대 드라마
JTBC 금토드라마
- 《사랑하는 은동아》 : (2015년 5월 29일 ~ 2015년 7월 18일)

한국방송공사 금토드라마
- 《프로듀사》 : (2015년 5월 15일 ~ 2015년 6월 20일)